# Beaucamps-le-Vieux
Beaucamps-le-Vieux (picardisch: Bieucamp) ist eine nordfranzösische Gemeinde mit 1421 Einwohnern (Stand 1. Januar 2022) im Département Somme in der Region Hauts-de-France. Die Gemeinde liegt im Arrondissement Amiens und ist Teil der Communauté de communes Somme Sud-Ouest und des Kantons Poix-de-Picardie.

## Geographie
Die rund elf Kilometer westlich von Hornoy-le-Bourg östlich des Flusses Bresle gelegene Gemeinde erstreckt sich längs der Départementsstraße D96 und im Südwesten über die Départementsstraße D1015 hinaus.

## Geschichte
Die Grenze des Herzogtums Normandie verlief bis in die napoleonische Zeit östlich des Orts. Im Mittelalter wird Humbaldus Vetulus als Herr von Beaucamps genannt. In der Gemeinde bestand ein Benediktinerpriorat. 1891 wurde der Ort zum vorläufigen Endpunkt der Schmalspurbahn von Amiens, die später bis Aumale verlängert, aber 1940/1947 eingestellt wurde.

## Einwohner
| 1962 | 1968 | 1975 | 1982 | 1990 | 1999 | 2006 | 2011 |
| ---- | ---- | ---- | ---- | ---- | ---- | ---- | ---- |
| 1336 | 1449 | 1457 | 1443 | 1404 | 1385 | 1437 | 1424 |

## Sehenswürdigkeiten
- Kirche Saint-Martin mit einer Kreuzigung von Alfred Le Petit
- Hôtel-de-Ville mit einem Türmchen